# Avatamszaka-szútra
Az Avatamszaka-szútra (szanszkrit; vagy Mahávaipulja-buddhávatamszaka-szútra) vagy magyarul Virágfüzér szútra, az egyik legjelentősebb mahájána szútra a kelet-ázsiai buddhizmusban.
Az Avatamszaka-szútra egy végtelen világokból álló univerzumot taglal, amelyek kölcsönösen tartalmazzák egymást. A műben kifejezett képre épült a kínai buddhizmushoz tartozó hua-jen iskola, amely Koreában hvaom, Japánban pedig kegon néven ismert.

## Címe

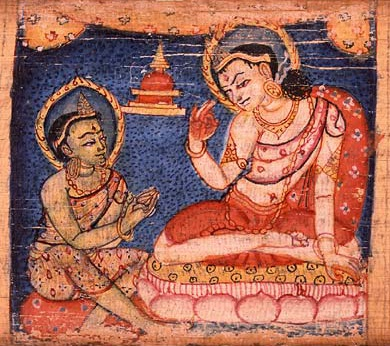
Szudhana az 52 tanító egyikétől tanul a megvilágosodása felé vezető ösvényen. Szanszkrit kézirat - 11-12. század.

A művet több ország buddhista hagyományaiban is használják. Ezek közül a legfontosabbak a következők:
- szanszkrit: Mahávaipulja Buddhávatamszaka-szútra[2]
- kínai: Da-fang-kuang fo-hua-jan csing (大方廣佛華嚴經), általában csak hua-jan csing (華嚴經)[3]
- japán: Daihókó Bucu-kegon kjó (大方広仏華厳経), vagy egyszerűen Kegon kjó (華厳経).
- koreai: 대방광불화엄경 Tebanggvang Pulhvaomgjong (Daebanggwang Bulhwaeomgyeong) vagy Hvaomhjong (Hwaeomgyeong) (화엄경)
- vietnámi: Đại phương quảng Phật hoa nghiêm kinh, rövidítve Hoa nghiêm kinh
- tibeti: མདོཕལཔོཆེ་, wylie: mdo phal po che, sztenderd tibeti: Dopel pocse

A Tunhuangi kéziratok szerint úgy is nevezték ezt a szútrát, hogy Bodhiszattvapitaka Buddhávatamszak-szútra.

## Története

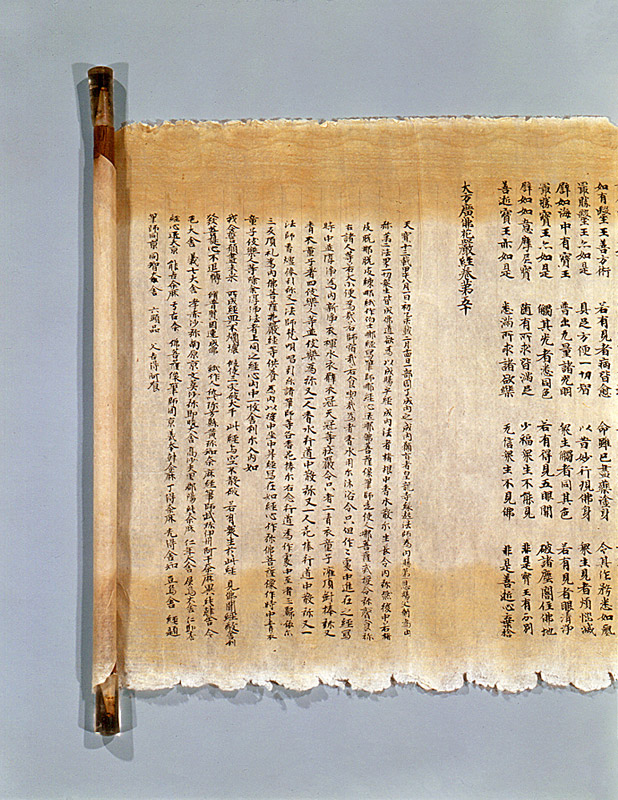
Az Avatamszaka-szútra sillai átirata fehér papíron tintával, Dél-Korea 196. nemzeti kincse

Az Avatamszaka-szútra szakaszokban íródott, Gautama Buddha halála után 500 évvel kezdődően. Egy forrás szerint a szútra egy nagyon hosszú szöveg, amely eredetileg egymástól független eredetű írásokból állt, és amelyet valószínűleg Közép-Ázsiában állítottak össze a 3-4. század környékén. Két kínai fordítás készült a teljes szövegről. Részleges fordítások valószínűleg már a 2. században készültek, és legelőször a híres Ten Stages Sutra került fordításra, amelyet gyakran külön szövegként is értelmeztek. A teljes szöveget legelőször Buddhabhadra fordította le kínai nyelvre 420-ban 60 tekercsre, 34 fejezetben. A második fordítást Sikszánanda készítette 699-ben 80 tekercsre, amely 40 fejezetből állt. A Gandavjúha fejezetet 798-ban lefordította egy Pradzsnyá nevű buddhista szerzetes. A második fordításban több szútra szerepel mint az elsőben. A tibeti fordításban több eltérés is található, és a tudósok szerint a gyűjteményhez később adtak hozzá részeket.
Paramártha 6. századi közép-indiai szerzetes szerint sz Avatamszaka-szútrát úgy is nevezik, hogy „Bodhiszattva-pitaka”. Az általa készített Mahájánaszangrahabhásja című írásban utalást tesz, hogy a Bodhiszattva-pitaka megegyezik az Avatamszaka-szútrával. A Mokao-barlangokban talált egyik kínai kézirat hasonlót állít: A tíz állapotot elmagyarázó Egy mindentudó lény bölcsesség teremtője fokozatonként című mű, a mahájána szútrák egy fejezete, a Bodhiszattva-pitaka Buddhávatamszaka ezzel vége."